# Clamores Eliae
A Clamores Eliae (latinul), azaz „Illés (próféta) kiáltásai (vagy jajszavai)”, a címet tekintve néhány évtizede kétségkívül Johannes Amos Comenius legismertebb műveihez tartozik, pedig nyomtatva 1969-ig még kivonatban sem jelent meg, és a kézirat Comenius elhunytával (1670) befejezetlenül maradt.

## A kézirat története
Évszázadokon át Lengyelországban, a Morva Testvérek lesznoi levéltárában feküdt viszonylag zavartalanul, majd a 2. világháborúban eltűnt. Az ötvenes évek végén Németországban újra megkerült és visszaadták a lengyeleknek. 1961-ben a poznańi Állami Levéltárban kapott otthont. A cseh származású, de 1934 óta Norvégiában élő Milada Blekastad disszertációján dolgozva, 1962-ben felkereste a Levéltárat és tanulmányozni kezdte a művet. De annak terjedelme és főleg a kézzel írt lapok kiolvasása, sokszor megfejtése, arra kényszerítették, hogy segítség után nézzen. Elsőnek azonban megbízásából a Clamores Eliae összes lapjáról egy mikrofilmet készítettek, amit egy norvég tudományos alapítvány finanszírozott. A mikrofilmmel Blekastad Prágába ment és ott a Károly-Egyetem Filozófiai kar tanárával, Antonín Škarkával, egy neves irodalomtörténésszel, folytatták a lapok tanulmányozását. Később csatlakozott hozzájuk Škarka kari szaktársa, Julie Nováková is.

## A mű leírása
Kutatásaikról beszámolók jelentek meg cseh és német szaklapokban. 1969-ben Blekastad publikálta disszertációját.  Benne egy külön betétben Škarka 18 fragment példáján bemutatta a Clamores Eliaet  Kiderült, hogy a Clamores Eliae nem egy monográfia, hanem egy nagyobbrészt cseh és latin, helyenként görög, német, lengyel és héber nyelven főleg kézzel írt anyaggyűjtemény, amelyben Comenius tervezett művei vázlata mellett, különböző problémákhoz, eseményekhez, látogatásokhoz fűzött bejegyzései, régebbi, befejezetlen munkáinak fragmentjei, megfogalmazott dedikációk, személyes feljegyzések, levelek és idegen művekből átvett idézetek, másolatok találhatók. Több mint egy évtized kellett ahhoz, hogy Julie Nováková teljesen áttanulmányozza a gyűjteményt. 1977-ben publikálta a Clamores Eliaet az idegen szerzőktől írt betétek nélkül. Az ő érdeme a Clamores Eliae kétréteges felépítésének felfedezése. Az eredetileg tervezett első réteg 379 oldalát Comenius kézzel írt arab számokkal paginázta, de sok lap üres maradt. Az egyes témákhoz 2-16 oldalt rezervált. Az oldalak részben kéthasábosak, de a külső hasáb lényegesebben keskenyebb a belsőnél. A külsőn található a témalap címe és sokszor a dátuma is. A második réteg később betett 188 lapból áll, amelyeket Comenius az évek során egyenként helyezett be. Legtöbbje Comenius kimustrált kézirataiból származik. Némelyiken még látható az eredeti számozás. Az egyes lapokat Comenius téma szerint az első réteg hason-témájú címlapjaihoz hozzáragasztotta vagy hozzáfűzte. Ha egy címlap után több lapot is behelyezett, a betett lapok sorrendjét kis latin betűk jelzik.

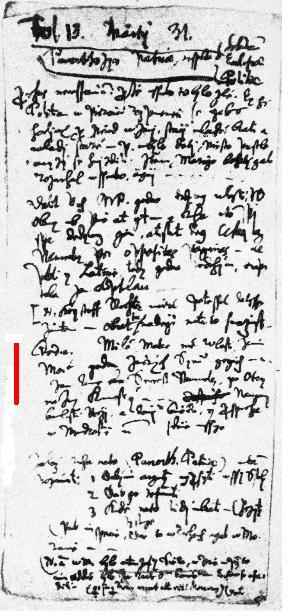
A Clamores Eliae 137. oldalához fűzött d betétlap hátsó oldala
(A széljelzés a dedikáció első négy sorát mutatja.)

## Tartalma
A Clamores Eliae témai sokrétűek. Az első oldal 1665. január 3-án íródott és a Clamores Eliae felépítéséről informál. Az utolsó bejegyzést 1670. szeptember 26-án írta, a már 1666-ban elkezdett 174. oldalra és témája a reformáció. Az utolsó írásos oldal száma 374, cím és a dátum nélkül, és vallási kérdésekkel foglalkozik. De vannak lapcímek mint   „Végrendelet” (15. oldal, 1666. november 14-es dátummal), „Ad Hungaros”, azaz „Magyarokhoz” (125. oldal)! Hasonló üzenetei vannak a németekhez (127. oldal), a csehekhez (131. oldal), a törökökhöz (151. oldal) és még más népekhez is. Magyar szempontból mégis a 137. oldal a legérdekesebb, melynek címe „K Jednotĕ sorsim”, magyarul talán „A különös Egység”. A cím a Morva Testvérekre utal, akik az ifjúság tanítását egyik legfontosabb feladatuknak tartották. Comenius egy könyvet („Panorthosia patriae”) szándékozott ehhez a témához írni és ezen a lapon rögzítette gondolait, terveit a cseh-morva iskolák reformálásához. Sőt, a tervezett műhöz egy ajánlást is fogalmazott, amelynek első négy sora csehül:
Dedic. Milé matce mé Vlasti,
Moravské, jeden z věrných Sinů jejich --- 
Jan Amos Segeš Nivnický po Otci
nazvaný Komenský --- 
Magyarul:
Ajánlás. Kedves szülőhazámnak,
Morvaországnak, hűséges fiai egyike ---
Jan Amos Segeš Nivnický, apja neve
után Komenský ---
Az ajánlástervezet a 137. oldalhoz hozzáfűzött d betétlapj hátsó oldalán található, látható, olvasható, „Fol. 13, martii 31” felirattal, egy hosszabb szöveg alsó felében. A kis „d” betű igazolja, hogy Comenius ezt a lapot is később helyezte be, mert a gyűjtemény második rétegéhez tartozik. A cédulán látható „Fol. 13” felirat tanúsítja, hogy az egy másik, kiselejtezett kéziratból származik. Mivel Comenius utolsó éveiben főleg kéziratai rendezésével és kiadásával foglalkozott és csak a Clamores Eliaen dolgozott, nagyon valószínű, hogy a „Fol. 13” régebbi eredetű mint a Clamores Eliae első rétege.
A dedikáció "felfedezése" (1964-ben) a "Segeš" névvel nagy meglepetést okozott nem csak a szakemberek körében, hanem a sajtónak is. De amíg a "Segeš" név az akkori Csehszlovákiában a kutatásnak adott egy újabb impulzust, és egyes levél- és irattárakban elkezdődött egy intenzív keresés a "Segeš" és "Komenský" nevek után, addig Magyarországon egy vitát indított el Comenius nemzeti hovatartozásáról, mert egyesek kijelentették, hogy Comenius saját bevallása szerint magyar ember volt. A sokszor szenvedélyes csatározásoknak még ma sincs vége.

## Kiadásai
Antonin Škarka mutatta be (1969-ben) először a Clamores Eliaet, 18 kiválasztott "fragment" vagyis eredeti témalap segítségével.  Az egész művet (idegen szerzők szövege nélkül) Julie Nováková publikálta elsőnek 1977-ben, egy német nyelvű, hosszabb előszóval. Ugyanezt kiadták angol megjegyzésekkel is az Egyesült Államokban ugyanazon évben. 1992-ben a prágai Academia kiadó közzétette a Clamores Eliaet teljes terjedelemben, cseh nyelvű kommentárokkal, ismét Nováková szerkesztésében. 1992-ben Jiří Beneš is kiadott egy könyvet a Clamores Eliae válogatott fejezeteivel, szintén Prágában, "Křiky Eliášovy - (výbor)" alcímmel. Ugyanez megjelent németül is 1996-ban, "Clamores Eliae - Mahnrufe Elias,  (Auswahl)" címmel. Vagyis, Johannes Amos Comenius befejezetlen és publikálatlan műve 300 év elmúltával, a 20. század utolsó évtizedeiben, hat részbeni vagy teljes kiadást élt meg.